# باتريك جينينغز (كاتب)
باتريك جينينغز (بالإنجليزية: Patrick Jennings)‏ (25 فبراير 1962)؛ كاتب للأطفال وروائي أمريكي.